# Mahyawa

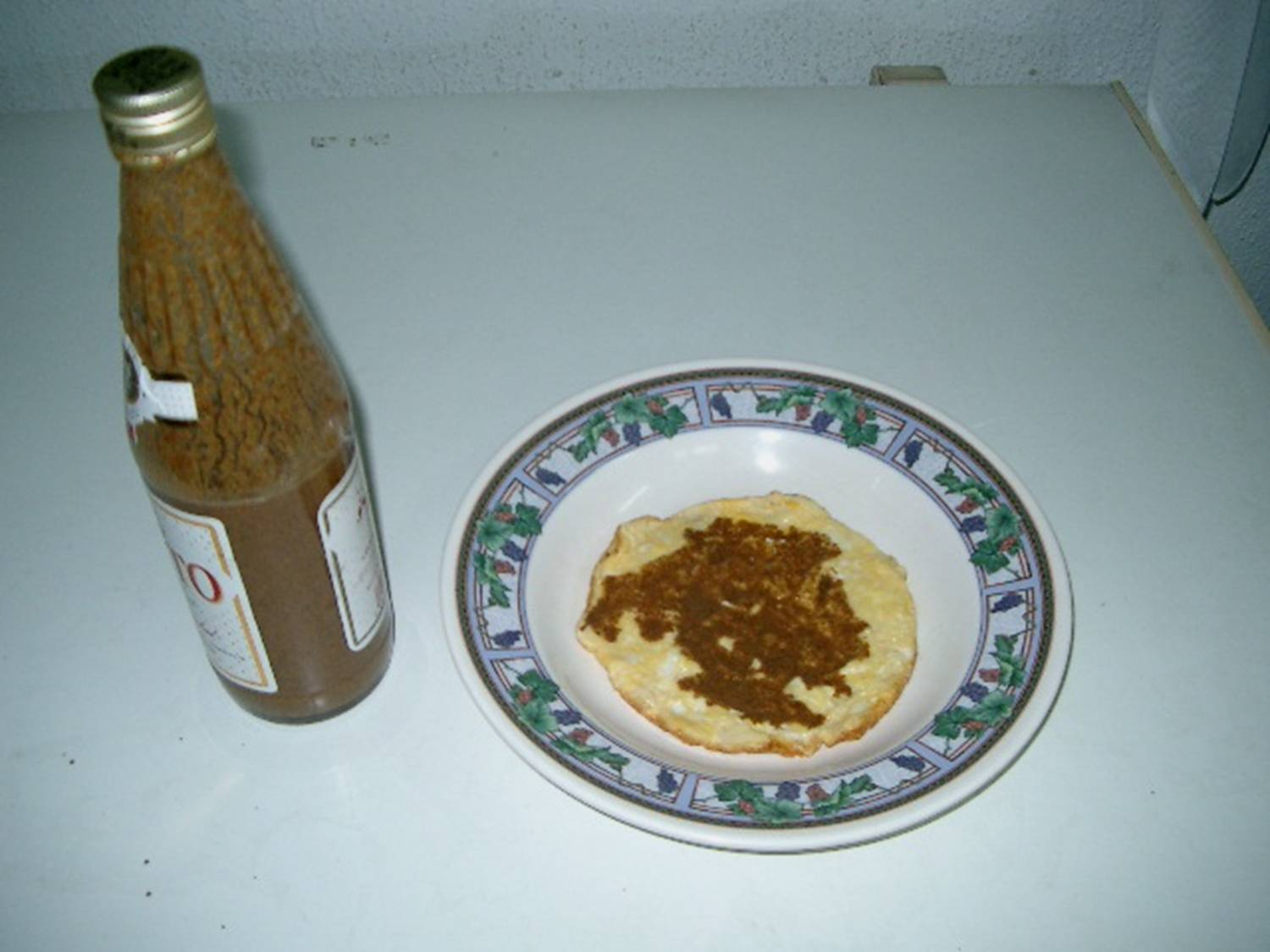
Mahyawa

Mahyawa o mehyawa (en árabe: مهياوة‎) es una salsa de sabor ácido elaborada con pescado. Su procedencia es de las costas meridionales de Irán. En realidad se denomina mahyawa se define a cualquier alimento que se toma con pan, que puede ser desde huevo duro, carnes aromatizadas con hierbas, mezclado con vinagre y secado al sol. Su consumo se ha expandido a lo largo de los estados árabes del Golfo Pérsico, llevado gracias a la emigración de las comunidades persas de Pueblo Achomi a la región. 

## Características y modo de presentación
El condimento en forma de salsa de color marrón se suele servir sobre el khubz (un pan plano árabe). Se suele vender en panaderías persas en botellas de colores con formas distintivas. 